# DM1 Seeschlange
Il DM-1 Seeschlange è un siluro prodotto dalla AEG-Telefunken; è un'arma subacquea simile al DM2A1 Seeaal ma molto più corta e con la metà delle batterie per prestazioni inferiori, come anche il peso della testata, per permetterne l'imbarco sui sottomarini della classe U-206.
Il motivo è che esso è un'arma antisommergibile, imbarcata solo su sommergibili, e come tale non abbisogna della testata potente e di una lunga corsa come il Seeaal, ordigno antinave. Questo siluro è stato destinato, con la Bundesmarine, ad operazioni in acque poco profonde come quelle del Mar Baltico, acque troppo poco profonde per permettere delle operazioni in sicurezza degli SSN, soprattutto ad alta velocità. Per il resto, esso ha caratteristiche tecnologiche non dissimili da quelle del Seal, inclusi sistemi in comune, come l'apparato di guida e la filoguida, il tipo di batteria ed altro.